# LiSA
LiSA (acronimo di Love is Same All), pseudonimo di Risa Oribe (織部 里沙?, Oribe Risa; Seki, 24 giugno 1987), è una cantautrice giapponese.
Inizialmente intraprende una carriera da cantante di una band indipendente, LiSA inizia a farsi conoscere al grande pubblico nel 2010 grazie all'anime Angel Beats! nel quale interpreta una delle due vocalist della band immaginaria Girls Dead Monster. Nell'aprile 2011 debutta da solista nel suo primo album Letters to U. Nello stesso anno il singolo Oath Sign viene utilizzato come sigla iniziale dell'anime Fate/Zero. Il singolo Crossing Field è usato invece come sigla d'apertura dell'anime Sword Art Online nel 2012. Da allora ha iniziato una fortunata collaborazione non solo con il franchise di Sword Art Online ma anche con altre serie anime, tra le quali Demon Slayer - Kimetsu no yaiba e My Hero Academia, realizzando numerose canzoni per le loro sigle.
Si esibisce al Nippon Budokan nel 2014 e 2015. Nel 2015 interpreta Madge Nelson nel doppiaggio giapponese del film di animazione Minions.

## Carriera
LiSA iniziò la sua carriera da cantante nel 2005 quando, ancora alle superiori, fondò la band indie rock Chucky. Dopo lo scioglimento della band nel luglio 2008, si trasferì a Tokyo e formò un'altra band, Love Is Same All, dal cui acronimo deriva il suo pseudonimo. Nel 2010 LiSA fece il suo debutto al grande pubblico cantando nell'anime Angel Beats! come una delle due vocalist della band immaginaria Girls Dead Monster. LiSA interpretava il personaggio Yui, e la seconda vocalist, Marina, cantava nei panni di Masami Iwasawa. Con il nome di Girls Dead Monster LiSA pubblicò tre singoli e un album sotto l'etichetta Key Sounds Label della Key. Il primo singolo Thousand Enemies venne pubblicato il 12 maggio; il secondo, Little Braver, il 9 giugno; e il terzo Ichiban no Takaramono uscì l'8 dicembre. L'album Keep the Beats! venne pubblicato il 30 giugno. LiSA si esibì per la prima volta il 28 agosto 2010 all'Animelo Summer Live.
LiSA debuttò da solista con la pubblicazione del suo mini-album Letters to U per Aniplex sotto la Sony Music Artists. LiSA scrisse tutti i testi delle canzoni presenti nell'album, mentre le musiche vennero composte da altri vari artisti, ad eccezione di Believe in Myself, composta interamente da LiSA. Il 12 novembre 2011 LiSA partecipò per la prima volta all'Anime Festival Asia, la più importante convention sulla cultura giapponese del Sud-est asiatico. Il 23 novembre 2011 LiSA pubblicò il suo primo singolo Oath Sign, il quale fu utilizzato come sigla d'apertura per l'anime del 2011 Fate/Zero. Il 22 febbraio 2012 uscì nei negozi il suo primo album da solista intitolato Lover 's' mile. Il 1º luglio 2012 si esibì per la prima volta in Nord-America in occasione dell'Anime Expo 2012. Il suo secondo singolo, Crossing Field, fu pubblicato l'8 agosto e utilizzato come sigla iniziale dell'anime Sword Art Online.
Nel 2013 pubblicò altri due singoli, Best Day, Best Way, pubblicato il 3 aprile e Träumerei, pubblicato il 7 agosto, quest'ultimo utilizzato come sigla d'apertura della serie anime Day Break Illusion. Il 30 ottobre uscì nei negozi il suo secondo album Landspace, composto da 12 brani.
Il 3 gennaio 2014 si esibisce al Nippon Budokan registrando un tutto esaurito. Il suo quinto singolo, Rising Hope, è stato pubblicato il 7 maggio 2014 e utilizzato come sigla d'apertura dell'anime Mahōka kōkō no rettōsei. Più tardi fa le cover delle canzoni Headphone Actor (ヘッドフォンアクター?) e Yūkei Yesterday (夕景イエスタデイ? lett. "Ieri sera") per il sesto episodio della serie anime Mekakucity Actors. Il 17 settembre 2014 viene pubblicato il suo sesto singolo Bright Flight / L. Miranic. Il 10 dicembre 2014 esce il suo settimo singolo Shirushi (シルシ?) nel quale la canzone che dà il titolo al singolo viene utilizzata come sigla di chiusura del terzo arco narrativo della serie anime Sword Art Online II, mentre un'altra canzone No More Time Machine viene utilizzata come sigla di chiusura del secondo arco narrativo dello stesso.
Il 10 e 11 gennaio 2015 fa il suo secondo concerto al Nippon Budokan registrando ancora un tutto esaurito. Il 4 marzo 2015 es e il suo terzo album da solista Launcher. Il 27 maggio 2015 viene pubblicato l'ottavo singolo Rally Go Round, utilizzato come sigla iniziale della seconda stagione della serie anime Nisekoi. Il 30 settembre 2015 pubblica il suo nono singolo Empty Mermaid. Il 2 dicembre in Giappone e il 4 dicembre 2015 nel resto del mondo esce il singolo digitale ID, canzone utilizzata nella versione 2015 del gioco Dengeki Bunko: Fighting Climax. Il 20 aprile 2016 pubblica il mini album Lucky Hi Five!. Dello stesso anno è il singolo Brave Freak Out, del quale la title track e il brano AxxxiS sono utilizzati come sigle nell'anime Qualidea Code. Il 15 febbraio 2017 esce il singolo Catch the Moment, tema principale di Sword Art Online - The Movie: Ordinal Scale. Nell'aprile dello stesso anno firma un contratto discografico con la Sony Music, con la quale pubblica il suo quarto album in studio Little Devil Parade. Sempre nel 2017 il singolo Datte Atashi no Hero viene utilizzato come secondo ending theme della seconda stagione di My Hero Academia, e il singolo Ash come secondo opening di Fate/Apocrypha.
Il 9 gennaio 2018 viene pubblicato il singolo Thrill, Risk, Heartless, tema principale del videogioco Sword Art Online: Fatal Bullet. Il 9 maggio seguente vengono pubblicate due raccolte: LiSA Best -Day- e LiSA Best -Way-. A fine anno visne pubblicato il doppio singolo Akai Wana (Who Loves It?)/Adamas; in particolare, Adamas viene utilizzata come prima opening di Sword Art Online: Alicization.
Collabora con Hiroyuki Sawano al brano Narrative, ending theme del film anime Mobile Suit Gundam Narrative. Nella primavera 2019 il suo brano Gurenge viene utilizzato come opening dell'anime Demon Slayer; partecipa anche all'ending theme dell'anime, From the Edge, in collaborazione con FictionJunction. Il suo singolo Unlasting, utilizzato come terzo ending theme di Sword Art Online: Alicization, viene pubblicato l'11 dicembre.
Il 21 aprile del 2020 il singolo Gurenge riceve, per la terza volta, la certificazione di disco di platino. In totale il brano è stato venduto più di 750.000 volte.
Il 18 maggio 2022 Spotify ha premiato LiSA per il raggiungimento del miliardo di streaming delle sue canzoni.

## Discografia

### Album in studio
- 2012 – Lover 's' mile
- 2013 – Landspace
- 2015 – Launcher
- 2017 – Little Devil Parade
- 2020 – Leo-Nine
- 2022 – Lander

### Colonne sonore
- 2010 – Keep the Beats! (come parte delle Girls Dead Monster)
- 2021 – Gurenge/Homura (紅蓮華/炎?)

### Raccolte
- 2018 – LiSA Best -Day-
- 2018 – LiSA Best -Way-

### EP
- 2011 – Letters to U
- 2016 – Lucky Hi Five!
- 2021 – Ladybug

### Singoli
- 2011 – Oath Sign
- 2012 – Crossing Field
- 2013 – Best Day, Best Way
- 2013 – Träumerei
- 2014 – Rising Hope
- 2014 – Bright Flight
- 2014 – L. Miranic
- 2014 – Shirushi (シルシ?)
- 2015 – Rally Go Round
- 2015 – Empty Mermaid
- 2016 – Brave Freak Out
- 2017 – Catch the Moment
- 2017 – Datte atashi no hero. (だってアタシのヒーロー。?)
- 2017 – Ash
- 2018 – Akai wana (who loves it?) (赤い罠(who loves it?)?)
- 2018 – Adamas
- 2019 – Gurenge (紅蓮華?)
- 2019 – Unlasting
- 2020 – Homura (炎?)
- 2021 – Dawn
- 2021 – Hadashi no step
- 2021 – Akeboshi (明け星?)
- 2021 – Shirogane (白銀?)
- 2024 – Shouted Serenade
- 2024 – Black Box (ブラックボックス?)
- 2025 – Reawaker feat. Felix